# Sebastian Hoffmann
Sebastian Hoffmann es un deportista alemán que compitió en ciclismo en la modalidad de trials, ganador de una medalla de bronce en el Campeonato Mundial de Ciclismo de Montaña de 2008.

## Palmarés internacional
| Campeonato Mundial | Campeonato Mundial    | Campeonato Mundial | Campeonato Mundial |
| Año                | Lugar                 | Medalla            | Competición        |
| ------------------ | --------------------- | ------------------ | ------------------ |
| 2008               | Val di Sole ( Italia) | Medalla de bronce  | Trials 20″         |